# Alaszkai vasúttársaságok listája

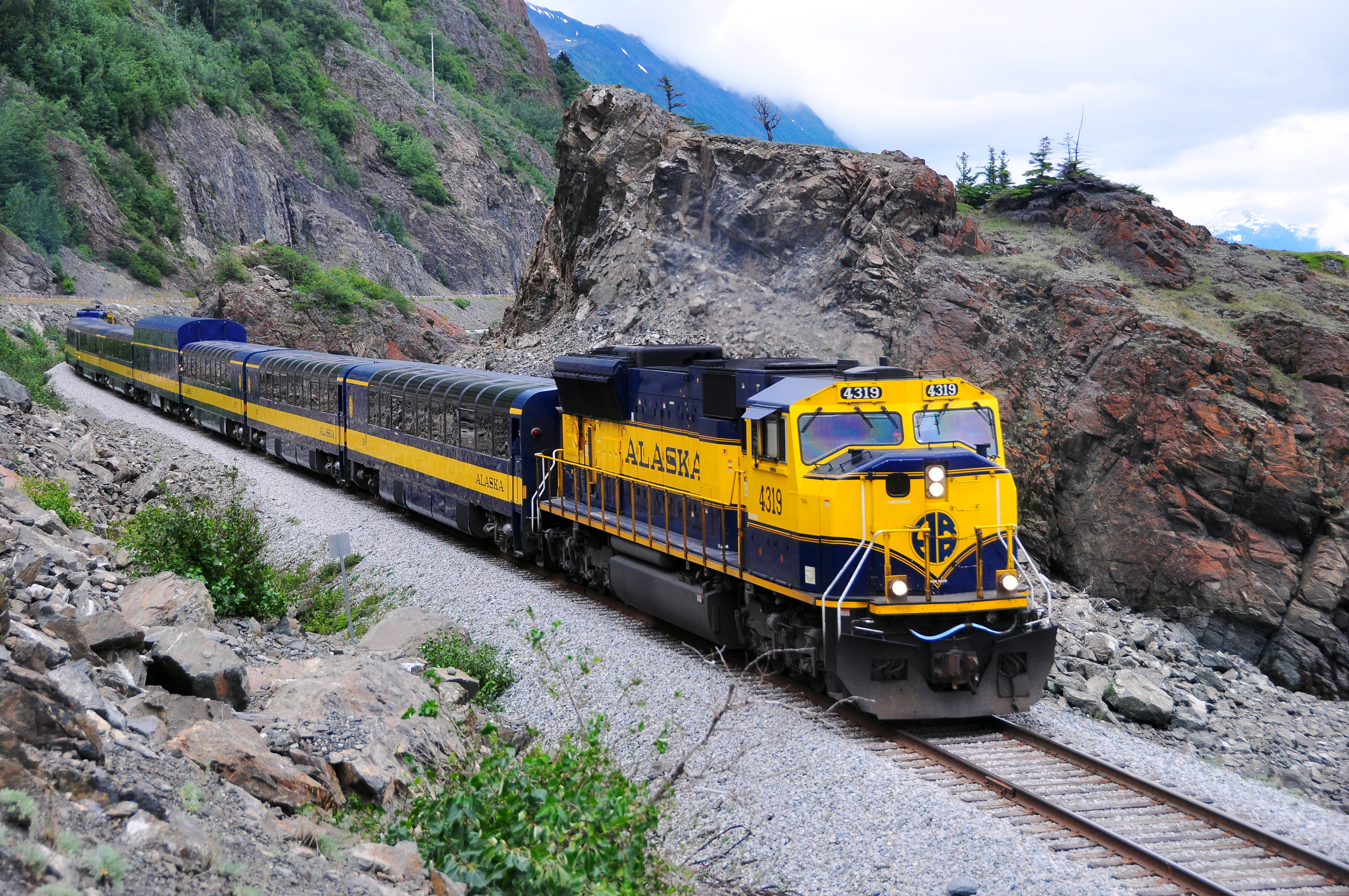
Személyszállító vonat Alaszkában

Ez a lista az alaszkai vasúttársaságok neveit sorolja fel.

## Jelenlegi vasúttársaságok

### Teherszállítás
- Alaska Railroad (ARR)

### Személyszállítás
- Alaska Railroad (ARR)
- White Pass and Yukon Route (WPY)

## Megszűnt társaságok
- Alaska Anthracite Railroad
- Alaska Anthracite Coal and Railway Company
- Alaska Home Railroad
- Alaska Northern Railway
- Alaska Pacific Railway and Terminal Company
- Catalla and Carbon Mountain Railway
- Copper River and Northwestern Railway
- Council City and Solomon River Railroad
- Golovin Bay Railroad
- Klondike Mines Railway
- Nome Arctic Railway
- Pacific and Arctic Railway and Navigation Company (White Pass and Yukon Route)
- Seward Peninsula Railroad
- Tanana Mines Railway
- Tanana Valley Railroad
- Valdez, Copper River and Tanana Railroad
- Valdez–Yukon Railroad
- Wild Goose Railroad
- Yakutat and Southern Railway

### Magántársaságok
- Alaska Gastineau Mining Company
- Alaska-Juneau Gold Mine
- Alaska Lumber and Pulp Company (Alaska Pulp Corporation)
- Apollo Consolidated Mining Company
- Cliff Creek Coal Mine
- Coal Creek Coal Company
- Cook Inlet Coal Field Company
- Katalla Coal Company
- Ketchikan Pulp Company
- Maine Northwestern Development Company
- Rush and Brown Copper Mine
- Treadwell Mines